# Werner Nekes
Werner Nekes, né le 29 avril 1944 à Erfurt et mort le 22 janvier 2017 à Mülheim (Allemagne), est un artiste, réalisateur et collectionneur allemand.

## Biographie
Depuis 1965, Werner Nekes a produit une centaine de films. Ses travaux ont été présentés au fil de nombreuses expositions et rétrospectives internationales.
Il enseigne le cinéma et la communication à Hambourg, Offenbach, Wuppertal et Cologne. 
Il s'intéresse aux objets liés à l'histoire de l'audiovisuel. Ces objets, aux propriétés optiques particulières, constituent une des plus importantes collections au monde en la matière.

### Vie privée
Werner Nekes est marié avec l'artiste allemande Dore O. (de)

## Œuvres
- 1976 : Jüm-jüm, court-métrage, 9 min[2]. Sa femme Dore O. y est filmée en train de faire de la balançoire devant une toile, représentant un phallus sur des teintes à la Hundertwasser. Le critique Reinhold Thiel (de) indique au sujet du film : « Le montage ne tient nullement compte de la progression naturelle et physique du mouvement. En mêlant les perspectives avec aussi bien une caméra posée sur la tête que de côté, il parvient à un rythme optique nouveau parfaitement convaincant. »
- 1982 : Uliisses, long-métrage,1h30[3]. Le film est une homérique journée a travers l'histoire du cinéma. Basé sur l'épopée grecque L'Odyssée et Ulysse de James Joyce, et le personnage Télémaque/Phil de la pièce de théâtre The Warp de Neil Oram, dont la représentation se déroulait en 24 heures.